# Be Quick '28
Be Quick '28 is een amateurvoetbalvereniging uit Zwolle, de hoofdstad van de Nederlandse provincie Overijssel. Het eerste vrouwenteam speelt in het seizoen 2021/22 in de Topklasse, het eerste mannenteam kwam in 2021/22 uit in de Tweede klasse zaterdag.

## Algemeen
De Christelijke Sportvereniging 'Be Quick '28' werd opgericht op 22 november 1928 door dominee Cornelis Daniël van Noppen en zijn vicaris Adolph Meinhard Knottnerus. In het voorjaar van 1929 werd de eerste wedstrijd gespeeld. Sinds 1942 is de club op zijn huidige locatie gevestigd, de Ceintuurbaan. Het hoofdveld heeft 3.000 staanplaatsen, waarvan 500 overdekt. Verder zijn er nog vijf bijvelden, waarvan drie met kunstgras. Elk seizoen nemen er rond de 40 teams in competitieverband deel.

## Standaardelftal
Het standaardelftal speelde in het seizoen 2019/20 in de Tweede klasse van het KNVB-district Oost.
Be Quick '28 speelde drie perioden op het hoogst mogelijke niveau in het zaterdagvoetbal. De eerste periode startte in het seizoen 1964/65 in de Tweede klasse en eindigde in 1971/72 in de Eerste klasse (in 1970/71 ingesteld). De tweede periode was in de seizoenen 199/91-1991/92, ook in de Eerste klasse. De derde periode ving in 1995/'96 ook aan in de Eerste klasse, die het seizoen erop als Hoofdklasse verderging. Het seizoen 2009/10 was het laatste seizoen in deze klasse, via de nacompetitie volgde degradatie. In 2000/01 won de club de titel in de Zaterdag Hoofdklasse C. In de seizoenen 1999/00, 2003/04 en 2006/07 eindigde het team op de tweede plaats.
Be Quick '28 kwam eind 2006 in de aandacht tijdens de derde ronde van de KNVB beker. Daar verloor Be Quick '28 van Willem II met 2-5, na een voorsprong van 1-0 voor Be Quick '28 en een ruststand van 2-2. Een jaar later ging Be Quick '28 na strafschoppen onderuit tegen ADO Den Haag, nu in de tweede ronde; de eindstand na reguliere speeltijd was 0-0.

### Erelijst
kampioen Hoofdklasse: 2001
kampioen Tweede klasse: 1990, 1995
kampioen Derde klasse: 1964, 1983
kampioen Vierde klasse: 1962, 1981

### Competitieresultaten 1947–2020
| 6 |

| 8 |

| 4 4B |

| 6 4A |

| 6 4A |

| 2 4A |

| 6 4A |

| 5 4C |

| 7 4C |

| 8 4C |

| 4 4C |

| 5 4B |

| 3 4B |

| 6 4B |

| 4 4B |

| 1 4B |

| 2 |

| 1 |

| 5 2C |

| 9 2D |

| 6 2C |

| 9 2D |

| 9 2E |

| 4 2E |

| 9 1B |

| 11 1B |

| 2 2D |

| 5 2C |

| 6 2C |

| 7 2D |

| 12 2C |

| 7 3A |

| 3 3A |

| 11 3A |

| 1 4B |

| 3 3B |

| 1 3B |

| 8 2D |

| 6 2D |

| 7 2D |

| 6 2E |

| 3 2E |

| 2 2E |

| 1 2D |

| 12 1C |

| 13 1C |

| 6 2D |

| 3 2D |

| 1 2E |

| 10 1C |

| 9 C |

| 6 C |

| 4 C |

| 2 C |

| 1 C |

| 3 C |

| 5 C |

| 2 C |

| 5 C |

| 6 C |

| 2 C |

| 2 C |

| 7 C |

| 13 C |

| 9 1D |

| 14 1D |

| 7 2H |

| 1 2H |

| 1 2H |

| 11 1D |

| 7 2H |

| 5 2H |

| 7 2H |

| -- 2H |

1973: de beslissingswedstrijd op zaterdag 28 april om het klassenkampioenschap in 2D werd bij VV Nunspeet met 0-2 verloren van Go-Ahead Kampen
2014: de beslissingswedstrijd op 14 mei om het klassenkampioenschap in 2H werd bij Rohda Raalte met 1-3 verloren van Vroomshoopse Boys.
| Hoofdklasse | Eerste klasse | Tweede klasse | Derde klasse | Vierde klasse |

In elke staaf van de grafiek staat van boven naar beneden vermeld: 
- Eindnotering

Dit is de positie die de club heeft bereikt in de competitie, zonder eventuele beslissings-, play-off- of nacompetitiewedstrijden die nodig zijn geweest om bijvoorbeeld de kampioen van de competitie te bepalen.
Indien een * achter het getal staat is de notering een tussenstand en kan het zijn dat de notering niet overeenkomt met de uiteindelijke eindstand van de competitie.
Staat er een - dan is het seizoen nog bezig en is er geen definitieve uitslag bekend.
Staat er xx op de positie van de notering, dan heeft de club vroegtijdig de competitie verlaten. Dit kan onder andere komen door terugtrekking van het team, faillissement van de club of door een uitgedeelde straf van de KNVB. In veel gevallen staat elders in het artikel de reden vermeld.
Staat er een ? dan is het resultaat uit het verleden onbekend, en is alleen de competitie of het niveau bekend van dat seizoen.
In de seizoenen 2019/20 en 2020/21 werd wegens de coronacrisis het amateurvoetbal afgebroken. Daardoor kennen deze staven geen eindklassering (middels -- weergegeven).
- Competitieniveau en afdelingsletter of Officiële eindstand Eredivisie
  - Competitieniveau en afdelingsletter

Hierbij geeft het getal het niveau weer, dat ook terug te vinden is in de legenda. De letter is de afdelingsaanduiding en wordt gebruikt wanneer er meer afdelingen zijn op hetzelfde niveau. De afdelingsletter is altijd een hoofdletter en wordt meestal zonder nummer gebruikt.
Voorbeeld: 2F is niveau 2e klasse competitie F.
Het competitieniveau en nummer wordt niet vermeld wanneer er slechts één competitie van dit niveau was.
  - Officiële eindstand Eredivisie (getal staat tussen haakjes vermeld)

Sinds de introductie van play-offwedstrijden voor Europees voetbal na afloop van de reguliere competitie in 2005/06, is de KNVB verplicht een eindstand van de Eredivisie door te geven aan de UEFA aan de hand van deze play-offwedstrijden.
Bij deze eindstand staan clubs die zich hebben gekwalificeerd voor Europees voetbal hoger dan clubs die zich niet wisten te kwalificeren. Indien er geen verschil was tussen de eindnotering en de officiële eindstand, staat dit getal niet vermeld.

- Onderafdeling

Hier staat afgekort de naam van de onderafdeling indien de club in dat jaar in een onderafdeling uitkwam. Tevens staat deze afkorting in de legenda en wordt gelinkt naar het artikel over deze onderafdeling. Deze afkorting wordt alleen vermeld wanneer de club in het verleden in verschillende onderafdelingen heeft gespeeld. Deze vermelding is in de staaf altijd in kleine letters. Deze onderafdelingen zijn na het seizoen 1995/96 afgeschaft. Heeft de club in slechts één onderafdeling gespeeld, dan is dit alleen terug te vinden in de legenda.
Onder de staaf staat het jaartal vermeld waarin het seizoen is afgesloten. 15 verwijst naar het seizoen 2014/15 of eventueel het seizoen 1914/15.
Wanneer een staaf leeg is, zijn deze gegevens niet bekend. Het kan ook zijn dat de club dat seizoen niet heeft meegespeeld op het hogere amateurniveau, vroegtijdig de competitie heeft verlaten of uit de competitie is gezet.

In het seizoen 1944/45 was er wegens de Tweede Wereldoorlog geen regulier competitievoetbal.

## Vrouwen
Het eerste vrouwenvoetbalelftal speelde in de seizoenen 2000/01, 2002/03, en van 2004/05-2012/13 op het hoogste amateurniveau: eerst in de Hoofdklasse en vanaf het seizoen 2011/12 in de Topklasse. Van 2013/14-2017/18 kwamen ze in de Hoofdklasse uit, en van 2018/19-2022/23 (inclusief de twee coronaseizoenen) weer in de Topklasse.
In 1978 nam dit elftal deel aan het finaletoernooi tussen de regionale kampioenen op zaterdag 3 juni in Maasbracht, Limburg om de landstitel. Er werd gelijk gespeeld tegen RKHBS (1-1) en verloren van Bloemhof (0-5), DCO (1-2), GVC (0-3) en de landskampioen SC St. Hubert (0-2).
Het tweede elftal komt sinds 2009/10 uit in de landelijke Eerste klasse, uitgezonderd 2018/19 toen een seizoen in de Tweede klasse werd doorgebracht.

## Bekende (oud-)spelers
- Linda van Beekhuizen
- Gerald van den Belt
- Harvey Bischop
- Marloes de Boer
- Tess van der Flier
- Gert Peter de Gunst
- Gillian Justiana
- René Oosterhof
- Bas Paauwe (junior)
- Tara te Wierik